# Coen van der Hoeven
Coen van der Hoeven (7 december 1965) is een voormalig Nederlands voetballer. Hij stond onder contract bij BVV Den Bosch.

## Statistieken
| Seizoen | Club          | Land      | Competitie     | Wed. | Goals |
| ------- | ------------- | --------- | -------------- | ---- | ----- |
| 1988/89 | BVV Den Bosch | Nederland | Eredivisie     | 1    | 1     |
| 1989/90 | BVV Den Bosch | Nederland | Eredivisie     | -    | -     |
| 1990/91 | BVV Den Bosch | Nederland | Eerste divisie | 14   | 1     |
| 1991/92 | BVV Den Bosch | Nederland | Eerste divisie | 2    | 0     |
| Totaal  | Totaal        | Totaal    | Totaal         | 17   | 2     |